# Alfa Lyncis
Alfa Lyncis (α Lyncis, förkortat Alfa Lyn, α Lyn), som är stjärnans Bayer-beteckning, är en ensam stjärna i stjärnbilden Lodjuret. Den har en genomsnittlig magnitud på +3,14, är den ljusstarkaste stjärnan i denna bleka stjärnbild och är synlig för blotta ögat där ljusföroreningar ej förekommer. Baserat på parallaxmätningar inom Hipparcosuppdraget på 16,1 mas befinner den sig på drygt 200 ljusårs (62 parsek) avstånd från solen.

## Egenskaper
Alfa Lyncis är en röd jättestjärna av spektralklass K7 III och är en stjärna som har förbrukat vätet i dess kärna och har utvecklats bort från huvudserien. Den har en radie som har expanderat till ungefär 55 gånger solens radie och den avger från dess fotosfär ca 67 gånger mera energi än solen. vid en uppskattad effektiv temperatur hos på ca 3 900 K.
Alfa Lyncis är en misstänkt röd lågamplitudvariabel som ändrar skenbar magnitud från +3,17 upp till +3,12. Detta variationsmönster förekommer typiskt hos stjärnor som har utvecklat en inre kärna av kol omgiven av ett skal med fusion av helium, och tyder på att stjärnan börjat utvecklas till en variabel av Mira-typ.